# Ænon

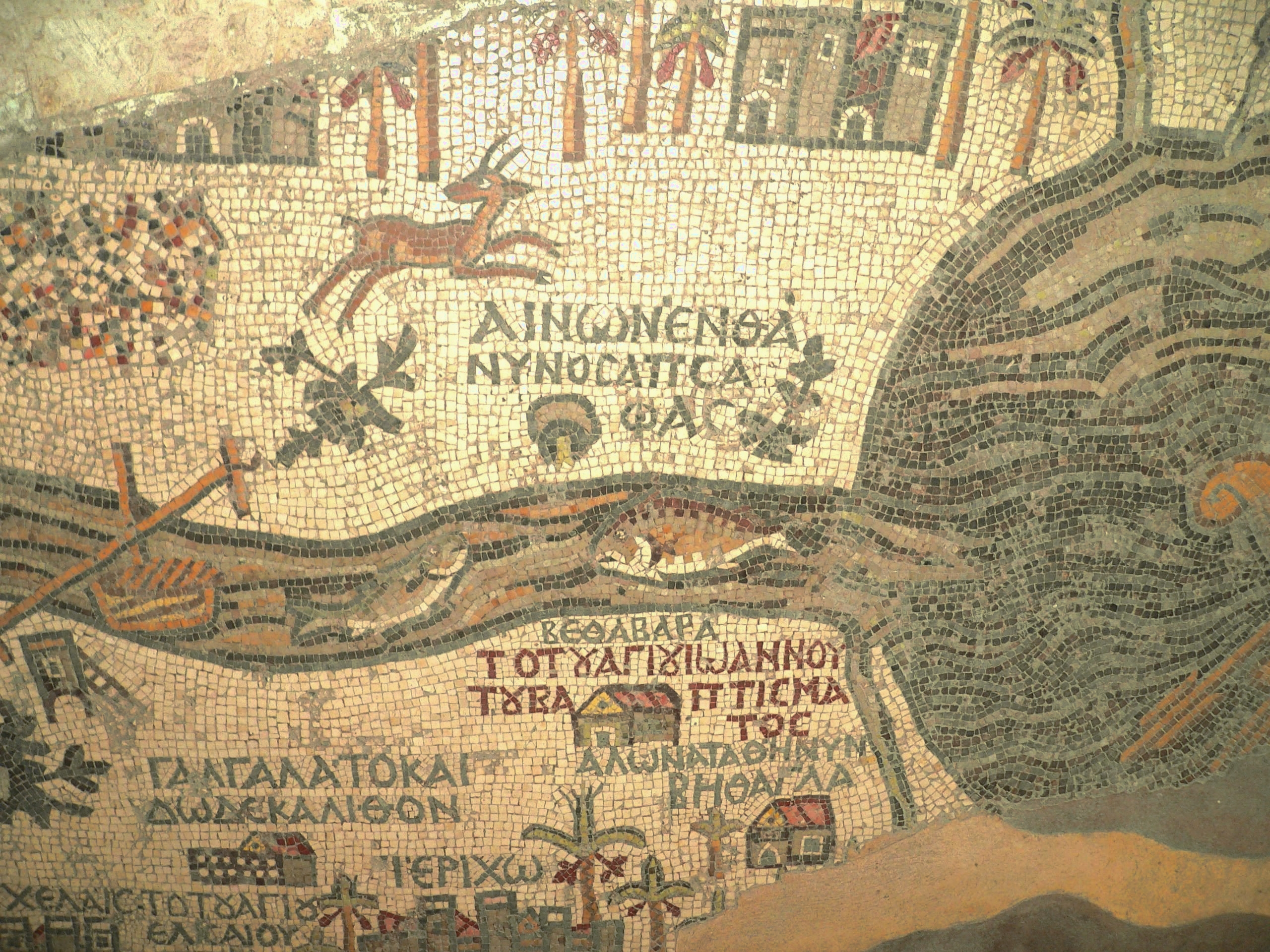
Parte do mapa de Madaba com a localização de Ænon

Ænon é uma palavra grega originária do termo hebráico "ay-yin", cujo significado é "nascente" ou "fonte natural" e era um local próximo a Salim onde João Batista realizava batismos (São João 3:23). Sua localização mais provável era próxima à uma nascente do Rio Wadi Far'ah, em um vale aberto que se estende do Monte Ebal até o Rio Jordão.
É mencionado apenas uma vez na Bíblia e fazendo referência ao batismo. O nome é normalmente associado a organizações batistas e igrejas.
O mapa de Madaba mostra a localização de Ænon e Bethabara (outro local onde João Batista batizava), do outro lado do Jordão.
- Αίνών ένθα νύν ό Σαπσαφάς: "Ænon, onde hoje é Sapsaphas"
- Βέθαβαρά το τού άγίου Ιωάννου τού βαπτίσματος: "Bethabara, o local do batismo de São João"

O Evangelho de São João (São João 3:23) se refere a Enon perto de Salim um lugar onde João Batista realizava batismos no Rio Jordão, "porque ali havia muita água".